# 백일 잔치
백일 잔치는 아기가 태어난지 100일이 되면 기념하는 행사다. 수수팥떡이나 백설기 등을 돌린다. 9월 22일 이전에 태어난 아이는 그 해에 백일잔치를 치르지만 9월 23일 이후에 태어난 아이는 해를 넘기고 백일잔치를 치르게 된다.

## 유래
옛날에는 유아 사망율이 높다보니 100일을 못 넘기고 죽는 아기가 많았으므로 100일을 넘기는 것을 축하하기 시작했다고 한다.
임신기간과 아기의 출생 후 100일을 합하여 태어난 아기가 생명체가 된지 1년이 되었음을 기념한다는 해석도 있다.

## 같이 보기
- 돌잔치